# Городище (Знаменский район)
Городище — деревня в Знаменском районе Орловской области России. Входит в состав Знаменского сельского поселения.

## География
Деревня находится в северо-западной части Орловской области, в лесостепной зоне, в пределах центральной части Среднерусской возвышенности, на левом берегу реки Нугрь, на расстоянии примерно 0,5 километра (по прямой) к югу от села Знаменского, административного центра района.

### Климат
Климат умеренно континентальный, умеренно влажный, с холодной продолжительной зимой и тёплым летом. Среднегодовая температура воздуха — 4,6 °C. Средняя многолетняя температура самого холодного месяца (января) составляет −9,2 °С (абсолютный минимум — −44 °C), средняя температура самого тёплого (июля) — 18,8 °С (абсолютный максимум — 39 °С). Безморозный период длится около 145—150 дней. Среднегодовое количество атмосферных осадков составляет 526 мм, из которых большая часть выпадает в тёплый период. Снежный покров держится в течение 126—130 дней.

### Часовой пояс
Деревня Городище, как и вся Орловская область, находится в часовой зоне МСК (московское время). Смещение применяемого времени относительно UTC составляет +3:00.

## Население
| 2010 |
| ---- |
| 81   |

### Половой состав
По данным Всероссийской переписи населения 2010 года в гендерной структуре населения мужчины составляли 53,1 %, женщины — соответственно 46,9 %.

### Национальный состав
Согласно результатам переписи 2002 года, в национальной структуре населения русские составляли 97 % из 84 чел.